# Fine (eau-de-vie)
Pour les articles homonymes, voir Fine.

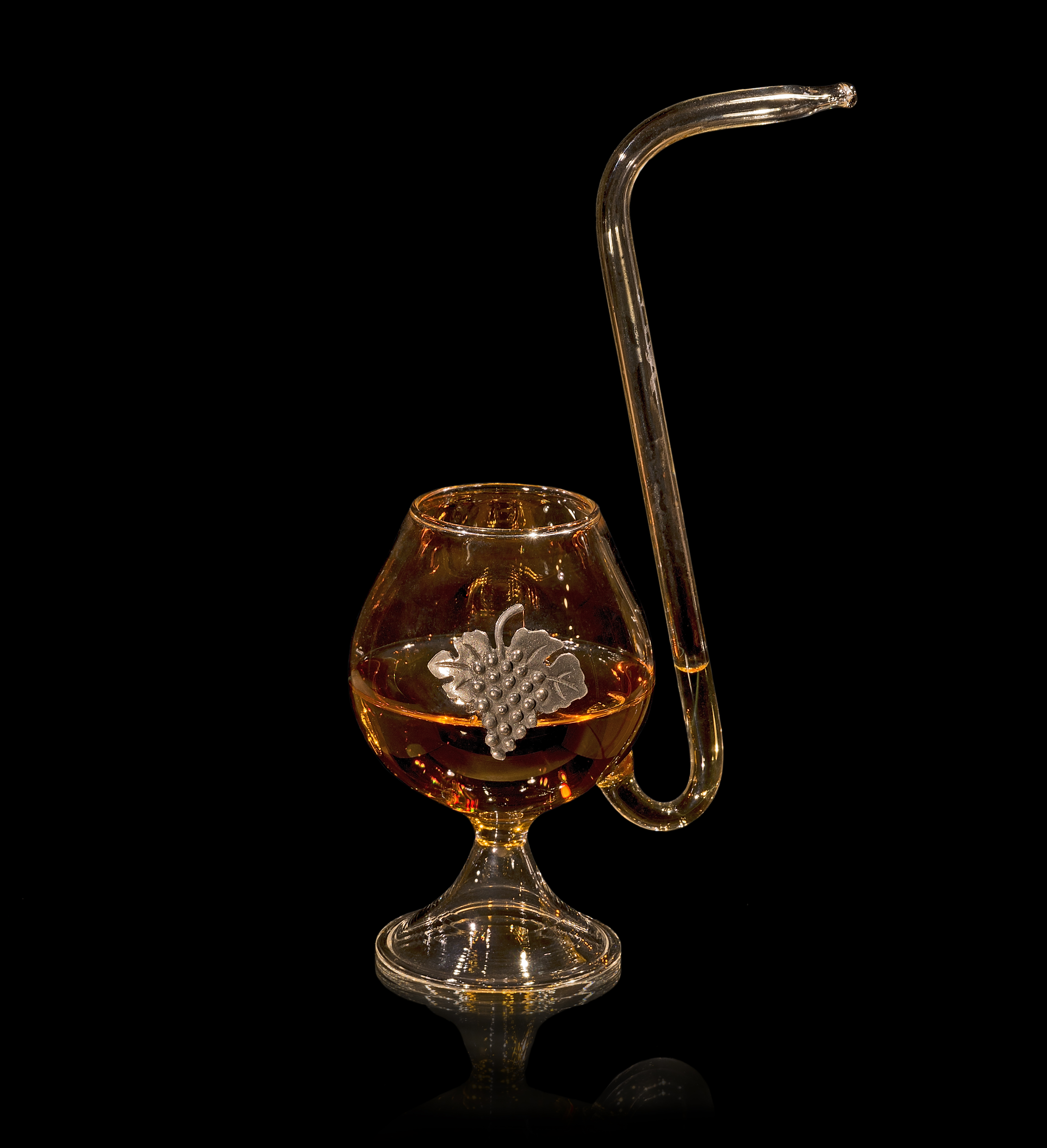
Ballon à pipette pour déguster une fine.

La fine est l'eau-de-vie de vin. Elle ne doit pas être confondue avec l'eau-de-vie de marc, résultant de la distillation du marc de raisin, dit de cuve ou de vin.
L'équivalent en langue anglaise de la fine est le brandy (qui, associé à un nom de fruit, désigne en revanche un spiritueux provenant de ce fruit).

## Élaboration
L'eau-de-vie de vin est obtenue par distillation (simple ou double) d'un vin de chaudière. La plupart des eaux-de-vie de vin sont élevées sous bois.

## Eaux-de-vie de vin
- Aguardiente (Espagne)
- Arak (Croissant fertile)
- Divin (Moldavie)
- Fines en France :
  - Armagnac
  - Cognac
  - Fine Bordeaux[1]
  - Fine de Bourgogne
  - Fine du Bugey
  - Fine Faugère
  - Fine de Champagne ou fine de la Marne (ne doit pas être confondue avec le cognac dit « fine champagne »)
- Metaxa (Grèce)
- Pisco (Pérou et Chili)
- Rakı (Balkans, proche-orient)
- Rakija (Balkans)
- Singani (Bolivie)
- Vinjak (Serbie)